# Marsdenia koi
Marsdenia koi är en oleanderväxtart som beskrevs av Ying Tsiang. Marsdenia koi ingår i släktet Marsdenia och familjen oleanderväxter. Inga underarter finns listade i Catalogue of Life.